# Pontonema balticum
Pontonema balticum är en rundmaskart som först beskrevs av Schulz 1932.  Pontonema balticum ingår i släktet Pontonema och familjen Oncholaimidae. Arten är reproducerande i Sverige. Inga underarter finns listade i Catalogue of Life.